# Galadna

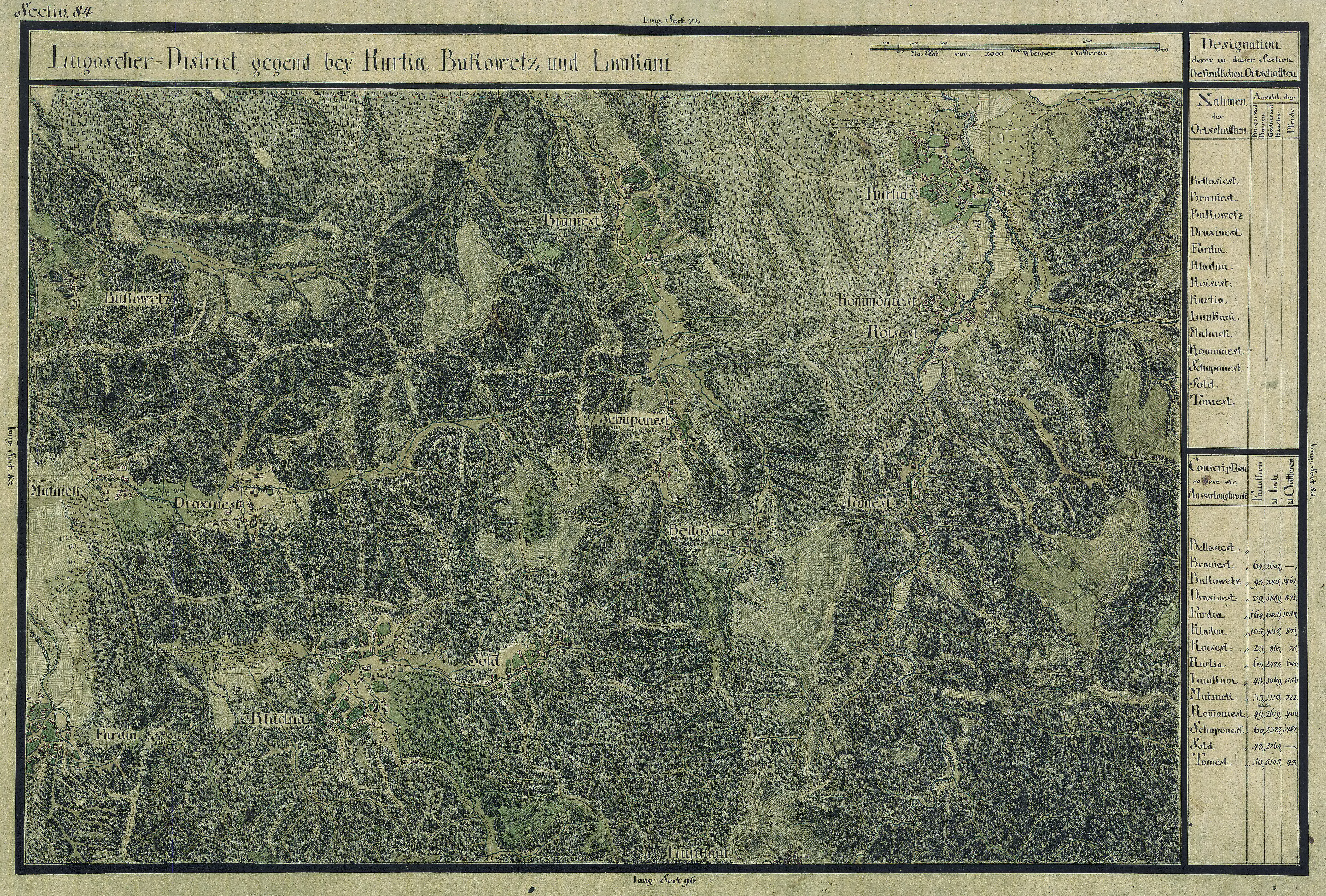
Galadna egy régi térképen

Galadna románul: Gladna Română, falu Romániában, a Bánságban, Temes megyében.

## Fekvése
Facsádtól délre fekvő település.

## Története
Galadna nevét 1464-ben említette először oklevél Gladna, alterius Gladna néven. 1784-ben Oláh Gladna, 1808-ban Gladna (Oláh-), 1888-ban Román-Gladna, 1913-ban Galadna alakban említették.
1851-ben Fényes Elek írta a településről: „Gladna(Oláh-), oláh falu, Krassó vármegyében, 7 katholikus., 742 óhitű lakossal, s anyatemplommal; tölgyes erdővel, s jó legelővel, s egy tóval. Földesura a kamara.”
A trianoni békeszerződés előtt Krassó-Szörény vármegye Facseti járásához tartozott.
1910-ben 752 lakosából 742 román, 7 magyar volt. Ebből 722 görög keleti ortodox, 10 római katolikus volt.